# Visualisierung
Mit Visualisierung oder Veranschaulichung (Sichtbarmachen) meint man im Allgemeinen, abstrakte Daten (z. B. Texte) und Zusammenhänge in eine graphische bzw. visuell erfassbare Form zu bringen. 
Dazu gehört etwa die Umsetzung eines Marketingkonzepts durch einen Werbespot, die Entwicklung eines Drehbuchs aus einem Drama, oder die gestenreiche Darstellung bzw. Präsentation eines Sachverhalts bei einem Vortrag oder die Prozessvisualisierung im technischen Bereich. Im Speziellen bezeichnet Visualisierung den Prozess, sprachlich oder logisch nur schwer formulierbare Zusammenhänge in visuelle Medien zu übersetzen, um sie damit verständlich zu machen. Weiterhin wird Visualisierung eingesetzt, um einen bestimmten Zusammenhang deutlich zu machen, der sich aus einem gegebenen Datenbestand ergibt, der aber nicht unmittelbar deutlich wird.
Dabei werden Details der Ausgangsdaten weggelassen, die im Kontext der gewünschten Aussage vernachlässigbar sind. Zudem sind stets gestalterische Entscheidungen zu treffen, welche visuelle Umsetzung geeignet ist und welcher Zusammenhang gegebenenfalls betont werden soll. Visualisierungen implizieren daher stets eine Interpretation der Ausgangsdaten, werden aber auch durch textliche oder sprachliche Angaben ergänzt, um eine bestimmte Interpretation zu kommunizieren. Schließlich wird Visualisierung auch rein illustrativ benutzt, um etwa ein Gegengewicht zum Textkörper zu bilden, ohne eine eigene Aussage zu transportieren.
Als Medien für Visualisierung kommen zum Beispiel manuelle, gedruckte und Computergrafik, Datentabellen, Film- und Computeranimation zur Anwendung.

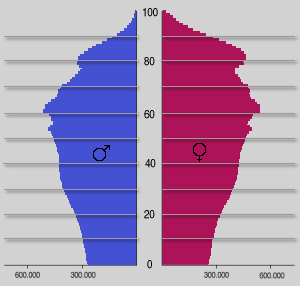
Gelungenes Beispiel einer komplexen Visualisierung: Die Alterspyramide getrennt nach Geschlechtern.
Gezeigt ist die prognostizierte Altersverteilung (für Deutschland im Jahr 2050). Mit einem Blick sieht man zum Beispiel, dass es so viele 90-Jährige wie Neugeborene geben wird, oder dass Frauen tendenziell älter werden als Männer. Was diese Visualisierung nicht darstellt, ist die zeitliche Entwicklung von heute bis dorthin.

## Einsatzgebiete
- Ein Chef zeigt die Umsatzzahlen des letzten Quartals in einem Balkendiagramm.
- Raumbezogene Daten, z. B. die Verteilung der Bevölkerungsdichte in Deutschland, werden in einer Karte dargestellt und veranschaulicht (Geovisualisierung, Kartografie).
- Der Turbinen-Ingenieur lässt sich den Luftstrom anhand der Dichten bildlich darstellen und betrachtet den zeitlichen Verlauf in einem Film.
- Eine Protein-Struktur sieht der Chemiker gerne als 3D-Molekül-Darstellung auf dem Bildschirm, dreidimensional mit einer Polarisations-Shutter-Brille, und möchte das Molekül womöglich auch drehen.
- Der Verkehrsplaner plant eine neue Ampel an einer Verkehrskreuzung und die Simulations-Software visualisiert ihm den veränderten Verkehrsfluss als Aufsicht auf die Kreuzung.
- Ein Architekt plant ein neues Gebäude und zeigt mit Hilfe einer Visualisierung, wie sich dieses in die bestehende Umgebung einfügt. Verbreitet ist hierfür die Visualisierung mittels 3D-Computergrafik.
- Bei der Renovierung oder Gebäudegestaltung setzen Kundenberater häufig auch Visualisierungsprogramme zur Entscheidungsfindung ein. Auf Basis eines realen Fotos können verschiedene Änderungswünsche wie z. B. neue Türen, farbige Fenster oder ein komplett neues Dach realitätsnah „anprobiert“ werden.
- In der Prozessautomatisierung werden ganze Industrieanlagen via Bildschirm gesteuert und überwacht. Dabei werden die einzelnen Aggregate als Blöcke dargestellt, Statusabfragen und Handeingriffe geschehen via Mausklick.
- Ein bekanntes Beispiel für die wissenschaftliche Visualisierung ist der Wetterbericht im Fernsehen.

Im industriellen und technischen Bereich gibt es für die Visualisierung von Prozessabläufen spezielle Software, sogenannte Visualisierungssysteme.
Für Medienplayer bezeichnen Visualisierungen Techniken zur Darstellung von abgespielter Musik in Form von bewegten Bildern.

## Datenvisualisierung
Die Wissenschaft von der Visualisierung von Daten nutzt Kenntnisse über
- die Farbenlehre,
- den Aufbau des menschlichen Auges
- die Psychophysik und
- die Kognitionspsychologie

aus, um anwendungsbezogen visuelle Metaphern zum korrekten, effizienten und umfassenden Erkennen von Datenmustern systematisch herzuleiten. Die Aktivität des Visualisierens ist ein davon zunächst abgetrennter Teil, der durch die Visualisierungs-Pipeline schematisiert wird.

### Visualisierungs-Pipeline
Die Visualisierungs-Pipeline spezifiziert die Prozesskette mittels derer Daten in Bilder überführt werden. Sie besteht aus in Reihe geschalteten Funktionen zum Generieren, Filtern und Bereinigen von Daten, zum Abbilden der Daten auf Geometrien und Materialien, zum Rendern dieser Objekte und zum Darstellen des gerenderten Bildes. Das Paradigma der erweiterten Visualisierungs-Pipeline schließt die interaktive Ausführung oder Steuerung durch mindestens einen Zuschauer ein.
Nicht zwingend notwendig, jedoch vermehrt impliziert, ist die Implementierung der Visualisierungspipeline als Visualisierungsprogramm auf einem Computer. Dessen Verwendung komplementiert dann das automatisierte Finden und Bewerten von Datenmustern als Bestandteil des Data-Minings.
Verbreitet ist das folgende Prinzip:
Daten(gewinnung) → Filter(bereinigung) → Konvertierung (auf Geometrie und Attribute) → Darstellung (je nach Perspektive, Anzeigetechnik)

### Wissenschaftliche Visualisierung
Die wissenschaftliche Visualisierung bezeichnet die Wissenschaft und die Methodik der Visualisierung von gemessenen Daten oder Simulationsergebnissen denen unmittelbar physikalische Prozesse zugeordnet werden. Anwendungsfelder stammen dabei aus den Ingenieurs- und Naturwissenschaften. 
Eine wissenschaftliche Visualisierung muss dabei drei Kriterien entsprechen: 
1. Expressivität (Ausdrucksfähigkeit): Die Darstellung soll nur zeigen, was in den Daten auch enthalten ist, und keine falschen Aussagen suggerieren.
2. Effektivität: Die Darstellung soll den visuellen Fähigkeiten des Menschen gerecht werden.
3. Angemessenheit (Adäquatheit): Die Erzeugung der Darstellungen darf nicht übermäßig teuer sein (z. B. Rechenzeit).

Als Spezialgebiet der wissenschaftlichen Visualisierung umfasst die medizinische Visualisierung die Erforschung und Anwendung von Methoden zur Visualisierung von Lebewesen zum Zweck der medizinischen Diagnose.

### Informationsvisualisierung
Die Informationsvisualisierung ist die Visualisierung von abstrakten Daten, die nicht unmittelbar mit physikalischen Zuständen und Prozessen assoziiert werden. Dieses sind zum Beispiel Dokumente, Börsenergebnisse und Demografiedaten. Ähnlich verhält es sich auch bei der Visualisierung von Kennzahlen, Analysewerten und Berichten. Diese basieren in der Regel auf Zahlen und Zeichen die häufig in tabellarischer Form vorliegen.

## Visualisierung in der Kunst
Ein individualistisches Beispiel von Visualisierung in der bildenden Kunst liefert uns der bekannte deutsche Landschaftsmaler Caspar David Friedrich mit seiner Aussage:

„Schließe dein leibliches Auge, damit du mit dem geistigen Auge zuerst siehest dein Bild.
 Dann fördere zutage, was du im Dunkeln gesehen, dass es zurückwirke auf andere von außen nach innen.“

## Visualisierung in der Architektur
In der Architektur und Innenarchitektur bezeichnet der Begriff Visualisierung die bildliche Darstellung eines geplanten Bauwerks oder einer städtebaulichen Situation. Die Visualisierung tritt anstelle von Technische Zeichnungen, die für Laien oft schwer lesbar sind.

## Beispiele

### Logo
In Logos werden Informationen oder Ideen grafisch verdichtet. Sie können rechtlich geschützt sein.
 Beispiel: WWF (World Wide Fund For Nature)

### Label
In Labels werden Konzepte oder Marken z. B. mittels Symbolen dargestellt. Sie können rechtlich geschützt sein.
 Beispiel: Grüner Punkt

### Cartoon
In Cartoons und Comics werden politische, soziale, persönliche Erfahrungen und Ideen optisch verdichtet.
 Beispiel: Mordillo, Walt Disney

### Porträt
In Porträts sind Persönlichkeiten und ihre Lebensgeschichten enthalten.
 Beispiel: Einstein (hier sogar in einer Formel)

### Diagramm
Diagramme machen Zusammenhänge visuell erfahrbar.
 Beispiel: Energiekonzept

### Schema
Allgemein eine auf das Wesentliche beschränkte Darstellung eines Sachverhaltes, siehe z. B. R&I-Fließschema.

### Piktogramm
Ein Piktogramm ersetzt schriftliche Kurz-Hinweise.
 Beispiel: Fluchtweg

### Foto
Ein Foto macht Inhalte unmittelbar visuell erfahrbar.
 Beispiel: Foto von Mare Frisium.

### Pinnwand
Pinnwandmoderation visualisiert Ideen, Entwicklungen, Gruppenprozesse.

## Einordnung
Die Visualisierung ist eine Querschnitts-Wissenschaft, die – neben Anwendungsgebiet der Computergrafik – je nach Betrachtungsweise auch aufgefasst werden kann als:
- Teilgebiet der Lehre vom Präsentieren,
- Teilgebiet der Pinnwandmoderation,
- Teilgebiet des (wissenschaftlichen) Journalismus,
- Teilgebiet des Kommunikationsdesigns,
- verwandt zur bildenden Kunst.

Jemand, der eine Visualisierung eines Sachverhalts erzeugen möchte, muss
- Verständnis von den zugrundeliegenden Zusammenhängen haben,
- den Empfänger seiner Visualisierung kennen,
- wissen, wie diese Zusammenhänge am besten dem Empfänger erklärt werden,
- das Vorhaben der Visualisierung umsetzen können, also entsprechende Werkzeuge beherrschen und ihre Grenzen kennen,
- Grundkenntnisse über optische Sinneskanäle haben,
- den inhaltlichen Verlauf des Gesprächs erfassen und ohne eigene Ergänzung, Verfälschung und Kommentierung zusammenfassen,
- den roten Faden und zentrale Aspekte des Gesprächsverlaufs erkennen und für Anwesende präsent halten,
- eine steigende Interaktionsdichte übersichtlich dokumentieren.

## Technische Produktvisualisierung
Die technische Produktvisualisierung ist die 3D-Darstellung einer Produktgeometrie. Da der Empfänger meist nicht alle Informationen, die in einem CAD-Datenmodell vorhanden sind, benötigt, kann dieses vereinfacht werden.

## Software
Visualisierungen können heute ganz einfach am Computer mittels Visualisierungsprogrammen erstellt werden. Für die unterschiedlichsten Aufgabenstellungen gibt es ein breitgefächertes Spektrum an Programmen. 3D-Visualisierungen gewinnen in Unternehmen zunehmend an Bedeutung und werden nicht mehr ausschließlich für Werbezwecke eingesetzt. Im Verkauf, im Vertrieb für interne Präsentationen, für die Produktentwicklung und in der PR- und Öffentlichkeitsarbeit werden Visualisierungen immer wichtiger. Um die Visualisierungen dem gesamten Unternehmen und auch den externen Partnern und Zulieferern zur Verfügung zu stellen, werden die einmal erstellten Medien für die vielfältigen Einsatzmöglichkeiten (Print, Web, Video, CD-ROM usw.) aufbereitet und in einer zentralen Datenbank verwaltet. Und das alles ist bereits möglich, während die Produkte noch in der Planung oder Produktion sind. Bildelemente oder ganze Bildwelten werden dazu künstlich erzeugt oder in reale Bilder integriert. Klassisch gefilmtes oder auf Videobändern aufgezeichnetes Bildmaterial wird digitalisiert, bearbeitet und mit visuellen Effekten versehen. Bewegte oder stehende Bilder werden retuschiert, korrigiert oder miteinander zu neuen, absolut real wirkenden Bildern kombiniert.